# سیووی (آرکانزاس)
سیووی (به انگلیسی: Savoy) یک منطقهٔ مسکونی در ایالات متحده آمریکا است که در شهرستان واشینگتن، آرکانزاس واقع شده‌است. سیووی ۳۱۷ متر بالاتر از سطح دریا واقع شده‌است.